# Йошиногава-Мару
Йошиногава-Мару — транспортне судно, яке під час Другої світової війни брало участь у операціях японських збройних сил на Соломонових островах.
Пасажирське судно Йошиногава-Мару спорудили в 1941 році на верфі компанії Sanoyasu Dock у Осаці на замовлення компанії Toyo Kaiun.
19 квітня 1942-го судно реквізували для потреб Імперського флоту Японії.
У вересні 1942-го Йошиногава-Мару відвідало Рабаул — головну передову базу на острові Нова Британія у архіпелазі Бісмарка, з якої провадились операції на Соломонових островах та сході Нової Гвінеї.
21 грудня 1942-го судно вийшло з атолу Трук у західній частині Каролінських островів (ще до початку війни тут створили потужну базу японських ВМС) та 25 грудня знову прибуло до Рабаула.
Через якийсь час Йошиногава-Мару разом зі ще одним транспортом під охороною патрульного човна PB-39 вийшло в рейс до Соломонових островів (в їхній східній частині вже п'ять місяців точилися важкі бої за Гуадалканал і японські судна постійно курсували до розташованих на заході та в центрі архіпелагу островів Бугенвіль та Нова Джорджія). Вночі 9 січня в районі на схід від Кієта (острів Бугенвіль) конвой перестрів підводний човен Nautilus. З Йошиногава-Мара помітили субмарину та невдало спробували атакувати її, а от Nautilus близько 3:00 зміг торпедувати судно. Спроби буксирувати Йошиногава-Мару виявились невдалими і воно затонуло за чотири десятки кілометрів північніше від Бугенвільської протоки. На місце катастрофи прибуло судно Кісарагі-Мару, яке рятувало людей з Йошиногава. Втім, 8 членів екіпажу все-таки загинули.